# Saleh Al Taher
Saleh Al Taher, né le 1er janvier 1992 à Syrte, est un footballeur international libyen évoluant au poste d'attaquant à Al-Ahli Tripoli.

## Biographie

### En équipe nationale
Il reçoit sa première sélection en équipe de Libye le 11 novembre 2017, en amical contre la Tunisie (match nul 0-0).